# Schistochilopsis cornuta
Schistochilopsis cornuta là một loài rêu tản trong họ Jungermanniaceae. Loài này được (Stephani) Konstantinova miêu tả khoa học lần đầu tiên năm 1994.